# Estação Ferroviária de General Torres
A Estação Ferroviária de General Torres, originalmente conhecida como Apeadeiro da Rua do General Torres, é uma interface da Linha do Norte, que serve a freguesia de Santa Marinha, no município de Vila Nova de Gaia, em Portugal.

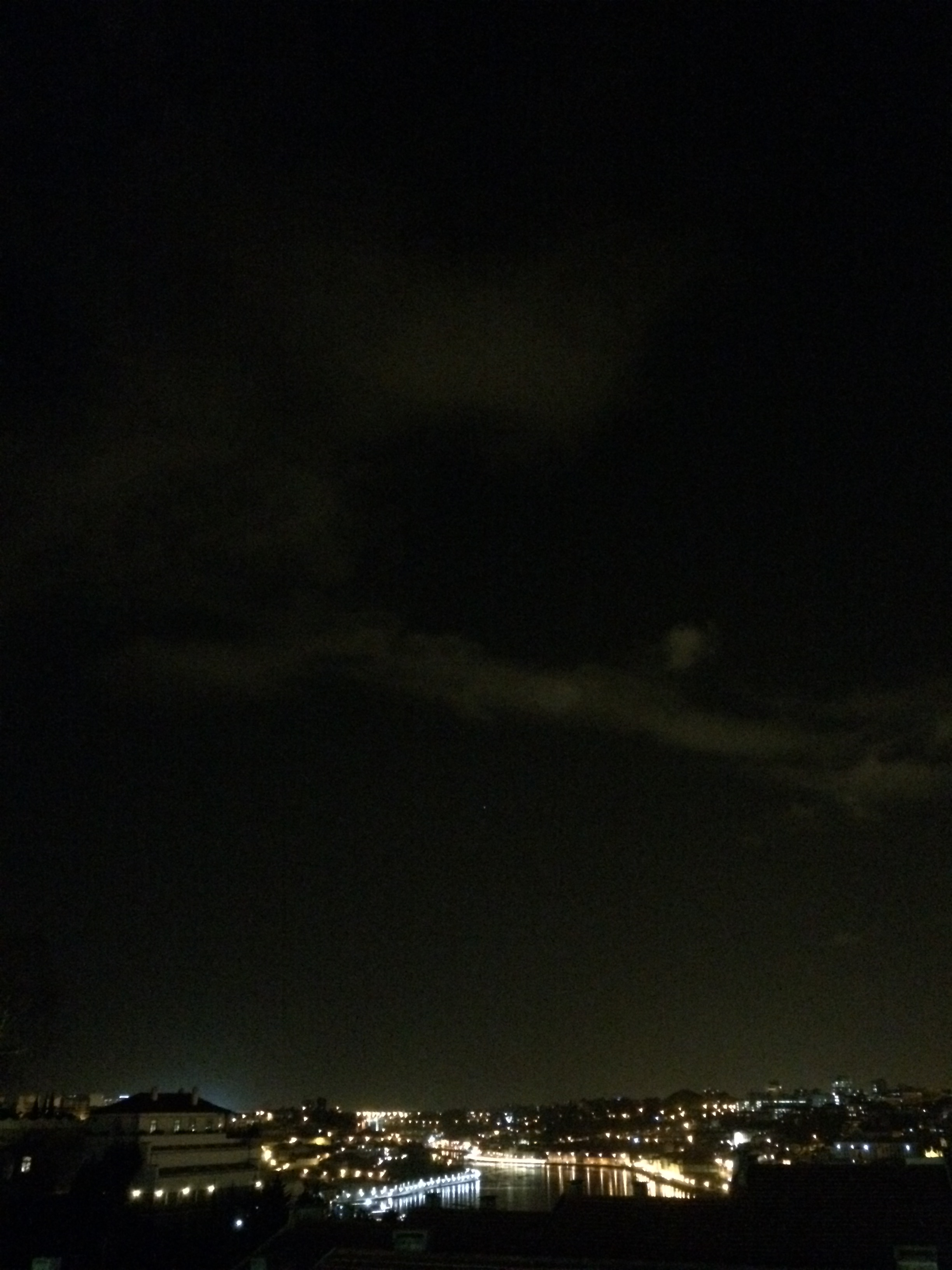
Vista noturna sobre o Rio Douro, tomada de edifício fronteiro à estação.

## Descrição

### Localização e serviços
Encontra-se no interior da localidade de Vila Nova de Gaia, junto à Rua General Torres, que lhe deu o nome, tendo por ela acesso e também pela Rua Jau e pela Via da Misericórdia.[carece de fontes?]

### Infraestrutura
Em Janeiro de 2011, contava com quatro vias de circulação, duas com 216 m de comprimento e outras com 217 m; as plataformas tinham 232 e 235 m de extensão, e 90 cm de altura. O edifício de passageiros situa-se do lado poente da via (lado esquerdo do sentido ascendente, a Campanhã).

### Serviços
A estação de General Torres é utilizada por serviços Regionais, Interregionais e suburbanos da empresa Comboios de Portugal.

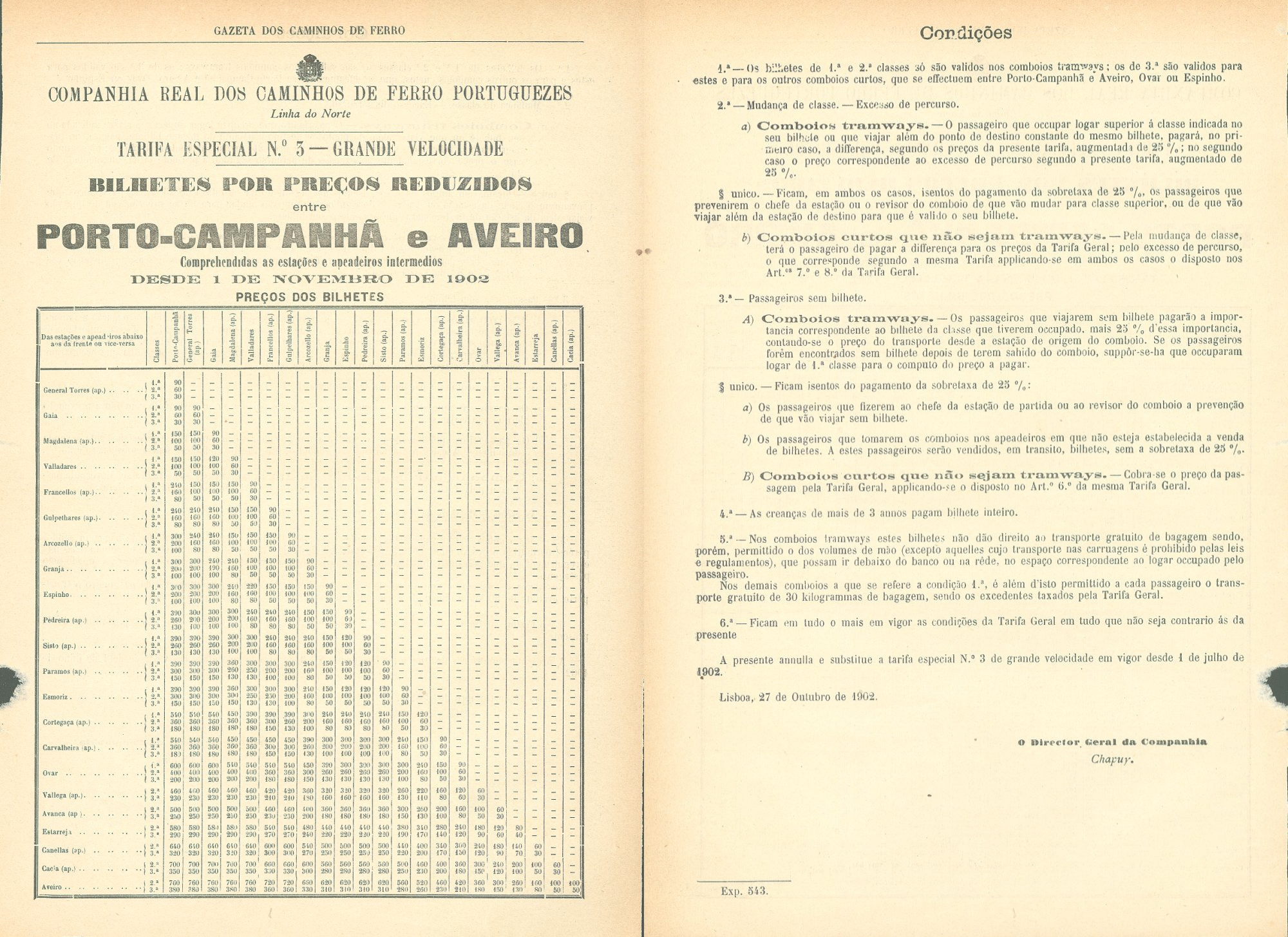
Anúncio de 1902 para bilhetes a preços reduzidos entre Campanhã e Aveiro, incluindo o apeadeiro de General Torres.

## História

### Inauguração
A ligação entre as estações de Porto-Campanhã e Vila Nova de Gaia foi inaugurada no dia 5 de Novembro de 1877.

### Século XX
Em 1902, foi instalado um abrigo na gare de General Torres, que então tinha a categoria de apeadeiro, a pedido da Câmara Municipal do Porto.
Em 1988 este interface tinha ainda categoria de apeadeiro. Na década de 1990, o Gabinete do Nó Ferroviário do Porto iniciou o programa de obras para a alteração ao traçado da Linha do Norte e a construção da Ponte de São João, que incluiu a modificação de General Torres. Com efeito, a última empreitada deste projecto foi a construção de uma nova interface em General Torres, já com a categoria de estação, obra que foi concluída em inícios de 1994. O custo total foi de trinta milhões contos, dos quais doze foram gastos na ponte, enquanto que o restante foi utilizado nas estruturas de acesso e nas obras da estação de General Torres. Também se modernizou a sinalização, tendo sido instalados semáforos electrónicos no troço entre Gaia (exclusive) e Campanhã, incluindo na estação de General Torres.

### Século XXI
Em 2018 a estação foi remodelada incluindo a instalação de novas escadas e de elevadores, numa intervenção orçada em cerca de 480 mil euros que visa melhorar as acessibilidades e criar uma intermodalidade com o metro e outros transportes públicos. Foi adjudicada ao consórcio Conduril Engenharia SA / Pinto & Cruz, SA, por 479 208 euros (290 mil euros custeados em partes iguais pela Autarquia e pela Metro do Porto, e o restante pela IP). De 2019 para 2022, esta interface viu a sua classificação tipológica de "C" para "B".

## Leitura recomendada
- QUEIRÓS, Amílcar (1976). Os Primeiros Caminhos de Ferro de Portugal: As Linhas Férreas do Leste e do Norte. Coimbra: Coimbra Editora. 45 páginas
- SALGUEIRO, Ângela (2008). A Companhia Real dos Caminhos de Ferro Portugueses: 1859-1891. Lisboa: Univ. Nova de Lisboa. 145 páginas